# FC Viktoria 1909 Stendal
FC Viktoria 1909 Stendal was een Duitse voetbalclub uit Stendal, Saksen-Anhalt. De club bestond van 1909 tot 1945 en speelde voor 1933 op het hoogste niveau.

## Geschiedenis
De club werd op 18 november 1909 opgericht. De club was aangesloten bij de Midden-Duitse voetbalbond en speelde in de competitie van Altmark. In 1919 werd de club kampioen en plaatste zich voor de Midden-Duitse eindronde, waar de club met 8:1 verloor van Hallescher FC 1896. In 1923/24 volgde een tweede titel en deze keer won de club in de eindronde van FC Salzwedel 09 en verloor dan nipt van Fortuna Magdeburg na verlengingen. Ondanks een nieuwe titel in 1925 was het vicekampioen FC Hertha 1909 Wittenberge dat naar de eindronde ging. Eén jaar later waren de rollen onmgekeerd en werd Hertha kampioen en werd Viktoria afgevaardigd voor de eindronde, waarin nipt van Salzwedel verloren werd.
In 1926/27 versloeg de club FC Germania Halberstadt en kreeg dan een 3:7 om de oren van Sportfreunde Halle. Nadat Saxonia Tangermünde de club van de titel hield in 1928 werd Viktoria opnieuw kampioen in 1929. In de eerste ronde van de eindronde versloeg de club VfB 1907 Klötze met 9:0, maar werd dan nipt verslagen door Cricket-Viktoria Magdeburg. Het volgende seizoen zorgde FC Wacker Bernburg al voor een vroege aftocht in de eerste ronde. Ondanks een titel in 1931 was het Stendaler BC dat naar de eindronde werd gestuurd. De volgende twee seizoenen eindigde Viktoria in de middenmoot.
Door de invoering van de Gauliga als hoogste klasse in 1933 werden de vele Midden-Duitse competities afgeschaft. Door de vijfde plaats in de competitie plaatste de club zich niet voor de Gauliga. De concurrentie voor de club werd te sterk en Viktoria speelde niet meer op het hoogste niveau. In 1935 werd de club tweede en in 1936 zelfs kampioen, echter kon de club geen promotie afdwingen in de eindronde. De volgende jaren eindigde de club in de middenmoot. Door het uitbreken van de Tweede Wereldoorlog in 1939 trok de club zich terug uit de competitie. 
Na de Tweede Wereldoorlog werden alle Duitse voetbalclubs opgeheven. Viktoria werd niet meer heropgericht.

## Erelijst
Kampioen Altmark
1913, 1919, 1924, 1925, 1927, 1929, 1930, 1931